# Vladimir Krjoetsjkov
Vladimir Aleksandrovitsj Krjoetsjkov (Russisch: Владимир Александрович Крючков) (Tsaritsyn, 29 februari 1924 - Moskou, 23 november 2007), was een sovjetpoliticus en generaal van de KGB tot zijn afzetting wegens zijn rol tijdens de mislukte Augustusstaatsgreep in Moskou van 1991.
Krjoetsjkov was lid van de Communistische Partij van de Sovjet-Unie (CPSU). Hij volgde een diplomatieke opleiding en werd in 1954 diplomaat in Hongarije, waar hij tot 1959 bleef. Van 1959 tot 1967 werkte hij voor de Communistische Partij van Oekraïne en trad daarna toe tot het Comité voor Staatsveiligheid, beter bekend als de KGB. In 1982 werd hij KGB-generaal en in 1988 voorzitter van de KGB. Hij hield de KGB vooral op de achtergrond.
In augustus 1991 behoorde hij tot de groep conservatieve samenzweerders die Sovjetpresident Michail Gorbatsjov afzetten en de noodtoestand uitriepen. Van 19 tot 22 augustus 1991 was het Staatscomité voor de Noodtoestand in de Sovjet-Unie aan de macht. Krjoetsjkov was een van de leden van dit comité. Toen bleek dat de coup slechts gedeeltelijk was geslaagd en dat de bevolking van de Sovjet-Unie, onder leiding van liberale politici zoals Boris Jeltsin (president van de Russische Socialistische Federatieve Sovjetrepubliek) zich met alle macht tegen de coupplegers bleef verzetten, trad het comité op 22 augustus af en werd Gorbatsjov in functie hersteld.
De ontwikkeling die het comité had willen stuiten, raakte door dit falen juist in een stroomversnelling. De populariteit van Boris Jeltsin was enorm gegroeid. De desintegratie van de Sovjet-Unie had geleid tot de afscheiding van belangrijke Sovjetrepublieken als Oekraïne. In december 1991 viel de Sovjet-Unie uiteen. Jeltsin, president van de Russische Federatie, nam het heft in handen.
Krjoetsjkov werd na de mislukte couppoging van zijn post als KGB-chef ontheven.